# 三好正人
三好 正人（みよし まさと、1977年10月8日 - ）は、NHKの元アナウンサー、ラジオディレクター。

## 人物
福島県立白河高等学校、学習院大学文学部卒業後の2001年に入局。
既婚で3児の父親でもある。中学校の社会と高等学校の地理歴史の教員免許を持っている。

## 現在の担当番組
- らじるの時間（不定期）

## 過去の担当番組
帯広放送局時代（2001年度 - 2011年4月）
- 生中継 ふるさと一番!（2006年9月27日、28日）中継お届け人
- アイスホッケー中継 実況
- ばんえい競馬中継 実況
- 金曜まるごととかち

札幌放送局時代（2011年5月 - 2012年度）
- 穴場ハンター（2011年5月 - 2013年3月）
- ひるブラ（2013年2月12日、13日）

東京アナウンス室時代（2013年度 - 2015年度）
- ひるまえ ほっと（2013年4月 - 2015年3月）
- ふるさと自慢うた自慢&ふるさと自慢コンサート（2015年5月 - 2016年3月）
- 首都圏ネットワーク リポーター・ニュースリーダー

盛岡放送局時代（2016年度 - 2019年2月）
- おばんですいわて（2016年4月 - 2019年2月）キャスター
- 岩手県のニュース、気象情報（原則として昼か夜のニュースを担当するが、人員不足の時のみの担当であり、おはよういわてに関しては異動してから1度も担当したことがない。）

## 同期のアナウンサー
- 浅井僚馬
- 新井信宏
- 井原陽介
- 岩元良介
- 岡隆一
- 鏡和臣
- 鎌倉千秋
- 神門光太朗
- 北郷三穂子
- 酒井博司
- 沢田石和樹
- 塩澤大輔
- 下境秀幸
- 鈴木慶太
- 徳永圭一
- 堀潤
- 堀越将伸
- 増田卓
- 向井一弘
- 森山春香